# 영업외비용
영업외비용(營業外費用, non-operating expenses)은 기업의 주된 영업활동이 아닌 활동으로부터 발생한 비용과 차손으로서 중단사업손익에 해당하지 않는 것으로 한다.

## 종류
- 이자비용(利子費用): 남에게 돈을 빌려 쓴 대가로 치르는 일정한 비율의 돈.
- 외환차손(外換差損): 환율의 변동으로 인하여 발생하는 손해.
- 기부금(寄附金): 자선 사업이나 공공사업을 돕기 위하여 대가 없이 내놓은 돈.
- 외화환산손실(外貨換算損失): 외화자산과 외화부채를 결산일 환율로 평가할 때 발생하는 손실.
- 매출채권처분손실(賣出債權處分損失): 받을어음을 만기가 도래하기 전에 할인하는 경우 발생하는 할인료 및 수수료.
- 단기매매증권평가손실(短期賣買證券評價損失): 단기매매증권을 공정가치로 평가할 때 장부금액보다 공정가치가 낮은 경우 발생하는 손실.
- 단기매매증권처분손실(短期賣買證券處分損失): 단기매매증권 처분금액이 장부금액보다 낮을 때 발생하는 손실.
- 재해손실(災害損失): 천재지변, 도난 등 예측하지 못한 상황으로 발생하는 손실.
- 유형자산처분손실(有形資産處分損失): 유형자산을 장부금액보다 낮은 가격으로 처분하는 경우 발생하는 손실.
- 투자자산처분손실(投資資産處分損失): 투자자산을 장부금액보다 낮은 가격으로 처분하는 경우 발생하는 손실.
- 잡손실(雜損失): 영업활동 이외의 활동에서 발생한 적은 비용의 손실 또는 빈번하지 않은 지출.